# Pomadasys punctulatus
Pomadasys punctulatus es una especie de peces de la familia Haemulidae en el orden de los Perciformes.

## Morfología
• Los machos pueden llegar alcanzar los 30 cm de longitud total.

## Distribución geográfica
Se encuentra desde el Mar Rojo hasta el Golfo de Omán.